# NGC 1303
NGC 1303 je galaksija u zviježđu Eridan.

## Vanjske poveznice
- SEDS: NGC 1303